# Goodeniaceae
Famille
Classification APG III (2009)
La famille des Goodeniaceae (Goodéniacées) regroupe des plantes dicotylédones ; elle comprend environ 400 espèces réparties en 11 à 12 genres.
Ce sont des plantes herbacées, des arbustes ou quelques arbres, annuels ou pérennes, parfois à fonction photosynthétique assurée par les tiges, des régions tempérées de l'hémisphère sud aux régions tropicales.

## Étymologie
Le nom vient du genre type Goodenia, donné en l'honneur de l'ecclésiastique et botaniste anglais Samuel Goodenough (1743-1827), qui fut évêque de Carlisle (Comté de Cumbria, au nord-ouest de l'Angleterre).

## Classification
La classification phylogénétique rajoute à cette famille les Brunoniacées avec le genre Brunonia (en).

## Liste des genres
Selon Angiosperm Phylogeny Website (12 nov. 2015) et NCBI (12 nov. 2015) :
- Anthotium (en) R.Br.
- Brunonia Sm.
- Coopernookia (en) Carolin
- Dampiera (en) R.Br.
- Diaspasis (en) R.Br.
- Goodenia Sm.
- Leschenaultia (en) R.Br.
- Pentaptilon (en) E.Pritz.
- Scaevola L.
- Selliera (en) Cav.
- Velleia (en) Sm.
- Verreauxia (en) Benth.

Selon DELTA Angio (12 nov. 2015) :
- Anthotium
- Coopernookia
- Dampiera
- Diaspasis
- Goodenia
- Lechenaultia
- Pentaptilon
- Scaevola
- Selliera
- Velleia
- Verreauxia

Selon ITIS (12 nov. 2015) :
- Brunonia Sm.
- Scaevola L.

## Liste des espèces
Selon NCBI (12 Jul 2010) :
- genre Anthotium
  - Anthotium rubriflorum
- genre Brunonia
  - Brunonia australis
- genre Coopernookia
  - Coopernookia strophiolata
- genre Dampiera
  - Dampiera diversifolia
  - Dampiera spicigera
- genre Diaspasis
  - Diaspasis filifolia
- genre Goodenia
  - Goodenia bellidifolia
  - Goodenia cirrifica
  - Goodenia decurrens
  - Goodenia glabra
  - Goodenia ovata
  - Goodenia scapigera
- genre Lechenaultia
  - Lechenaultia heteromera
  - Lechenaultia linarioides
- genre Scaevola
  - Scaevola aemula
  - Scaevola albida
  - Scaevola anchusifolia
  - Scaevola angulata
  - Scaevola balansae
  - Scaevola beckii
  - Scaevola calendulacea
  - Scaevola chamissoniana
  - Scaevola chanii
  - Scaevola coccinea
  - Scaevola collaris
  - Scaevola coriacea
  - Scaevola crassifolia
  - Scaevola cylindrica
  - Scaevola depauperata
  - Scaevola enantophylla
  - Scaevola floribunda
  - Scaevola frutescens
  - Scaevola gaudichaudiana
  - Scaevola gaudichaudii
  - Scaevola glabra
  - Scaevola globosa
  - Scaevola gracilis
  - Scaevola hobdyi
  - Scaevola hookeri
  - Scaevola humifusa
  - Scaevola kilaueae
  - Scaevola lanceolata
  - Scaevola micrantha
  - Scaevola microphylla
  - Scaevola mollis
  - Scaevola montana
  - Scaevola nitida
  - Scaevola nubigena
  - Scaevola oppositifolia
  - Scaevola ovalifolia
  - Scaevola parvibarbata
  - Scaevola phlebopetala
  - Scaevola plumieri
  - Scaevola porocarya
  - Scaevola procera
  - Scaevola ramosissima
  - Scaevola repens
  - Scaevola socotraensis
  - Scaevola spinescens
  - Scaevola subcapitata
  - Scaevola taccada
  - Scaevola tahitensis
  - Scaevola thesioides
  - Scaevola tomentosa
  - Scaevola virgata
  - Scaevola wrightii
  - Scaevola sp. Lundberg 55
- genre Selliera
  - Selliera radicans
- genre Velleia
  - Velleia paradoxa
  - Velleia spathulata
- genre Verreauxia
  - Verreauxia reinwardtii